# Глаголев, Борис Васильевич
Глаголев Борис Васильевич (31.03.1890 г. Венёв — 07.02.1942 г. Ленинград) — лётчик-испытатель, участник Первой мировой и Гражданской войны, сценарист, актёр, автор сценария первого фильма киностудии «Мосфильм», командир лётной группы Остехбюро НКОП, майор ВВС, кавалер ордена Красной Звезды.

## Биография
Родился 31 марта 1890 года в городе Венёв Венёвского уезда Тульской губернии в дворянской семье уездного исправника Василия Ивановича и его жены Анны Алексеевны Глаголевых. Участник Первой мировой войны. Летчик. Окончил Теоретические авиационные курсы имени В. В. Захарова при Петроградском политехническом институте. Обучался полётам в ОШМА на Гутуевском острове, служил в Ораниенбауме лётчиком и инструктором. В 1918 году добровольно вступил в Красную Армию.
В 1923 году Борис Глаголев написал сценарий приключенческого фильма «На крыльях ввысь». Фильм был поставлен режиссёром Борисом Михиным, сам же автор сценария сыграл одну из главных ролей — летчика… Бориса Глаголева. Премьера фильма состоялась 30 января 1924 года. Эта дата считается днем рождения киностудии «Мосфильм». По сценарию Бориса Глаголева в 1924 году был снят ещё один агитационный фильм — «К надземным победам» (другое название: «Вперёд и выше. Лётчик Журавлев»). В фильме впервые был показан летящий аэроплан, снятый с другого аэроплана. После этой работы лётчик Б. В. Глаголев вновь вернулся в авиацию.
В середине1920-х годов служил командиром Аральского (Туркестанского) гидроотряда РККВФ. В 1930 году переведен в Особое техническое бюро (знаменитое «Остехбюро») Народного Комиссариата Оборонной промышленности командиром лётной группы. 11 ноября 1931 года как лётчик-испытатель поднял в воздух первый самолёт-амфибию Ш-2 конструктора В. Б. Шаврова. Награждён орденом Красной Звезды. Вышел в отставку по возрасту в звании майора ВВС.
Умер 7 февраля 1942 года от дистрофии во время эвакуации по Ладожскому озеру из блокадного Ленинграда.